# Porto dos Gaúchos
Porto dos Gaúchos este un oraș în Mato Grosso (MT), Brazilia.